# Songdalen
Gmina Songdalen (norw. Songdalen kommune) – norweska gmina leżąca w regionie Vest-Agder. Jej siedzibą jest miasto Nodeland.
Songdalen jest 322. norweską gminą pod względem powierzchni.

## Demografia
Według danych z roku 2005 gminę zamieszkuje 5556 osób. Gęstość zaludnienia wynosi 25,6 os./km². Pod względem zaludnienia Songdalen zajmuje 179. miejsce wśród norweskich gmin.
| ludność stan na 1 stycznia 2005 |         |           |       |
|                                 | kobiety | mężczyźni | razem |
| osób                            | 2842    | 2714      | 5556  |
| %                               | 51,15%  | 48,85%    | 100%  |

| wykształcenie stan na 1 października 2004 |        |         |        |        |
|                                           | podst. | średnie | wyższe | niezn. |
| osób                                      | 793    | 2656    | 629    | 87     |
| %                                         | 19,04% | 63,77%  | 15,1%  | 2,09%  |

## Edukacja
Według danych z 1 października 2004:
- liczba szkół podstawowych (norw. grunnskolar): 5
- liczba uczniów szkół podst.: 1013

## Władze gminy
Według danych na rok 2011 administratorem gminy (norw. rådmann) jest Vidar Skaaland, natomiast burmistrzem (norw. ordfører, d. borgermester) jest Johnny Greibesland.